# Heinrich Borgmann
Heinrich Borgmann, né le 12 août 1912 et mort le 5 avril 1945, est un officier allemand de la Seconde Guerre mondiale. Aide de camp de la Wehrmacht auprès de Adolf Hitler, il est grièvement blessé lors de l’attentat du 20 juillet 1944.

## Biographie
Borgmann s’engage dans l’infanterie en 1932. Hauptmann lors du déclenchement de la Seconde Guerre mondiale, il participe à l’invasion de la Pologne, puis de la France, à la suite de laquelle il reçoit la croix de chevalier de la croix de fer, le 19 juillet 1940. Il combat ensuite sur le front de l’Est, au sein du 46e régiment d’infanterie. Promu Major, puis Oberstleutnant en 1943, il est détaché au quartier général du Führer.
Ayant survécu aux graves blessures subies lors de l’attentat du 20 juillet 1944, il regagne l’infanterie avec le grade de colonel. Il meurt lors d’une attaque aérienne le 5 avril 1945.

## Décorations
- Croix de fer (1939)
  - 2e classe (14 septembre 1939)
  - 1re classe (28 octobre 1939)
- Insigne d'assaut d'infanterie (3 octobre 1940)
- Croix de chevalier de la croix de fer avec feuilles de chêne
  - Croix de chevalier le 19 juillet 1940 en tant que Oberleutnant[e] et commandant du 9./Infanterie-Regiment 46[1]
  - 71e feuilles de chêne le 11 février 1942 en tant que Hauptmann[b] et commandant du III./Infanterie-Regiment 46[1],[2]
- Insigne des blessés le 20 juillet 1944